# Стоилов, Румен
Румен Стефанов Стоилов (род. 8 мая 1959, София) — болгарский самбист и спортивный функционер, призёр международных турниров, бронзовый призёр соревнований «Дружба-84» по самбо, чемпион Европы 1982 года, Заслуженный мастер спорта Болгарии. Выступал в наилегчайшей (до 48 кг) и легчайшей (до 52 кг) весовых категориях. После ухода из большого спорта был президентом Федераций Болгарии по самбо и дзюдо. Некоторое время занимал пост вице-президента Международной федерации самбо. Почётный гражданин Софии (2006).